# 菰釣山
菰釣山（こもつるしやま）は、丹沢山地西部の甲相国境尾根上にある山である。神奈川県足柄上郡山北町と山梨県南都留郡道志村の境に位置する。標高は1,379m。

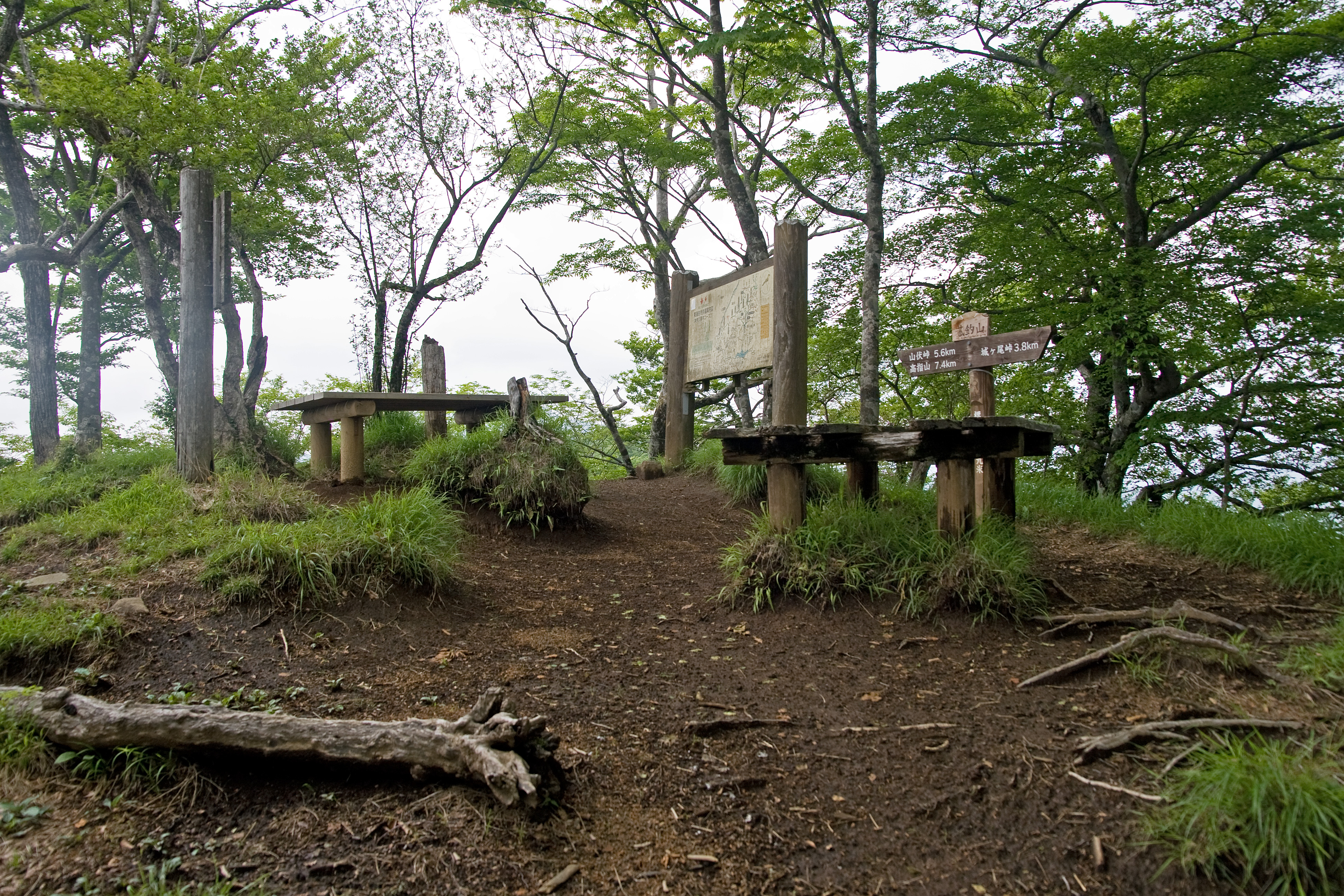
山頂

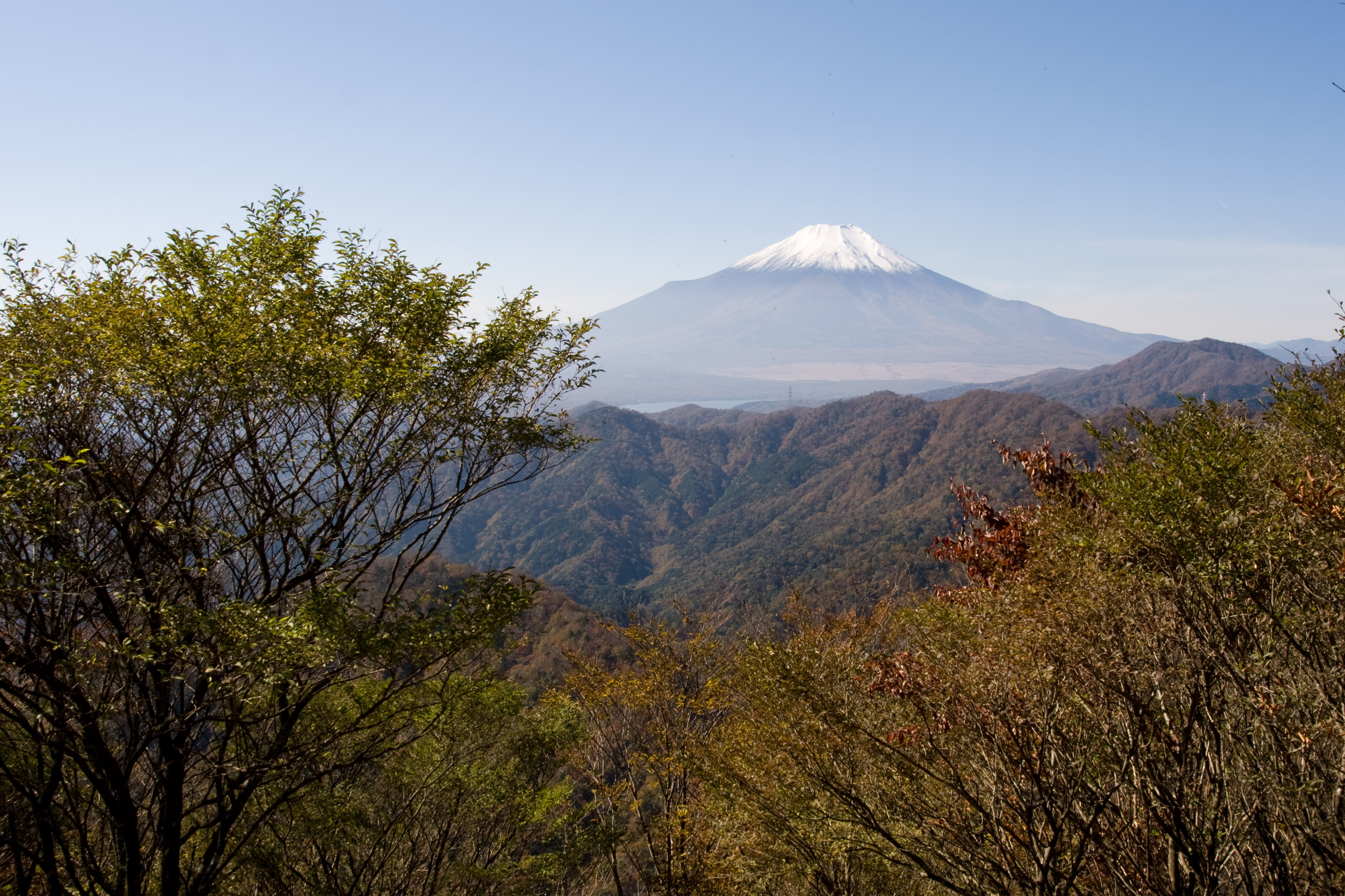
菰釣山より望む富士山

## 登山施設
- 菰釣避難小屋（無人）

## 周辺の山
- ブナノ丸
- 油沢ノ頭
- ブナ沢ノ頭
- 中ノ丸